# Estadio La Cocha
Het Estadio La Cocha is een multifunctioneel stadion in Latacunga, een stad in Ecuador. In het stadion is plaats voor 15.220 toeschouwers. Het stadion werd geopend in 1982 en gerenoveerd in 2001.

## Gebruik
Het stadion wordt vooral gebruikt voor voetbalwedstrijden, de voetbalclub C.D. Universidad Técnica de Cotopaxi maakt gebruik van dit stadion. Het werd ook gebruikt voor het Zuid-Amerikaans kampioenschap voetbal onder 17 van 2011, 2007 en het Zuid-Amerikaans kampioenschap voetbal onder 20 van 2001.